# Dianne Burge
Dianne Burge (Dianne Marie Burge, geb. Bowering; * 9. Oktober 1943 in Adelaide; † 11. Juni 2024) war eine australische Sprinterin.
Bei den Olympischen Spielen 1964 in Tokio schied sie über 100 Meter im Viertelfinale aus und wurde Sechste in der 4-mal-100-Meter-Staffel.
1966 siegte sie bei den British Empire and Commonwealth Games in Kingston über 100 Yards, 220 Yards und mit der australischen 4-mal-110-Yards-Stafette.
Bei den Olympischen Spielen 1968 in Mexiko-Stadt wurde sie Sechste über 100 Meter und Fünfte in der 4-mal-100-Meter-Staffel. Über 200 Meter erreichte sie das Halbfinale.
Dreimal wurde sie Australische Meisterin über 100 Yards bzw. 100 Meter (1963, 1967, 1968) und zweimal über 220 Yards bzw. 200 Meter (1965, 1968).

## Persönliche Bestzeiten
- 100 m: 11,33 s, 14. Oktober 1968, Mexiko-Stadt (handgestoppt: 11,2 s, 4. Oktober 1968, Mexiko-Stadt)
- 200 m: 23,0 s, 10. März 1968, Adelaide